# Staatsanwälte küßt man nicht
Staatsanwälte küßt man nicht (Originaltitel: Legal Eagles, damalige Schreibweise: Staat§anwälte küßt man nicht) ist eine US-amerikanische Kriminalkomödie aus dem Jahr 1986 von Regisseur Ivan Reitman, der gemeinsam mit Jim Cash und Jack Epps Jr. auch das Drehbuch schrieb. Die Hauptrollen spielten Robert Redford, Debra Winger und Daryl Hannah.

## Handlung
Chelsea Deardon bekommt zu ihrem achten Geburtstag von ihrem Vater, einem erfolgreichen Maler, ein Gemälde. In der folgenden Nacht geht das Gebäude, in dem sie wohnen, mitsamt dem Atelier in Flammen auf; Chelsea wird gerettet, ihr Vater kommt ums Leben.
Die Haupthandlung spielt 18 Jahre später: 
Der New Yorker Staatsanwalt Tom Logan wirft der Anwältin Laura Kelly unseriöse Methoden vor; diese wehrt sich, jeder Angeklagte habe Recht auf Verteidigung. Nach dem Prozess bittet Kelly jedoch Logan um Hilfe: Chelsea (nunmehr Performance-Künstlerin) wird beschuldigt, sie habe versucht, eines der Gemälde ihres Vaters aus der Ausstellung des Kunsthändlers Forrester zu stehlen. Logan lehnt ab, wird aber von den Frauen durch einen Trick in den Fall hineingezogen. Chelsea behauptet, es habe sich um das Bild gehandelt, das sie damals zu ihrem Geburtstag bekommen habe. Damit sei es ja ihr Eigentum! Und: es existiere ein Tagebuch ihres Vaters, mit dem sich das ihr geschenkte Bild identifizieren lasse. 
Kurz darauf lässt Forrester seine Anschuldigung fallen; er hat das Gemälde gegen einen Picasso des Galeriekurators Taft eingetauscht. Bei diesem können Logan und Kelly das Bild sehen; es hat allerdings auf seiner Rückseite keine Geburtstagswidmung. Am nächsten Tag sucht ein Detective Cavanaugh Kelly auf und händigt ihr eine unterschlagene Akte aus, aus der hervorgeht, dass die „verbrannten“ Gemälde alle noch existieren und dass der Maler selbst ermordet worden ist. Er selbst habe seinerzeit den Fall untersucht, die Sache sei jedoch niedergeschlagen worden.
Spät abends erscheint Chelsea in Logans Wohnung und sucht Schutz; ein Mann verfolge sie. Sie erklärt, das Bild, das Taft den beiden Juristen gezeigt habe, sei nicht das, das ihr gehöre. Logan bringt sie nach Hause und bekommt eine Privatvorführung von Chelseas Performance, die ihn eher verwirrt. Chelsea muss zugeben, dass das angebliche Tagebuch gar nicht existiert. Logan ist ebenso in Zweifeln wie der Zuschauer. Als er das Haus verlässt, wird auf ihn geschossen; er bleibt unverletzt.
Logan und Kelly setzen Taft unter Druck. Als er eilig verschwindet, verfolgen sie ihn und landen vor einem Lagerhaus. Taft lockt sie jedoch in eine Falle: als sie eine Akte finden und untersuchen, beginnt eine Bombe zu ticken. In letzter Sekunde können sie aus dem Lagerhaus entkommen; das Feuerwerk ist beeindruckend, sämtliche Beweise vernichtet.
Wieder sucht Chelsea Logans Wohnung auf und sucht Hilfe: sie habe, erzählt sie, Taft in seinem Apartment aufgesucht und mit vorgehaltener Pistole Auskunft zum Verbleib der Bilder verlangt. Taft habe ihr die Waffe entrissen und sie geschlagen. Logan erlaubt ihr, bei ihm zu übernachten. Sie stiehlt sich in sein Bett, und er wirft sie nicht hinaus. Am nächsten Morgen stürmt die Polizei die Wohnung und verhaftet Chelsea; sie wird verdächtigt, Taft ermordet zu haben. Der folgende Skandal (der Staatsanwalt mit der Angeklagten im Bett!) führt zu Logans Entlassung. Er bildet mit Kelly eine Bürogemeinschaft als Rechtsanwälte. Cavanaugh enthüllt ihnen, dass Taft, Forrester und ein gewisser Brock Geschäftspartner gewesen sind, die einen Versicherungsbetrug eingefädelt haben; das deckt sich mit den Erkenntnissen aus den Unterlagen im Lagerhaus.
Bei der Gerichtsverhandlung liefert Logan als Verteidiger Chelseas ein brillantes Eingangsplädoyer ab. Infolge eines Flashbacks erkennt Chelsea unter den Gratulanten in Forrester den Mann, der seinerzeit Sekunden vor dem Tod ihres Vaters in dessen Nähe gewesen war und nennt ihn auch öffentlich einen Mörder. Auf dem Heimweg versucht jemand, die beiden Anwälte umzufahren. Der Attentäter wird auf der Flucht selbst von einem Taxi überfahren; Logan findet in seiner Brieftasche eine Visitenkarte Forresters.
Während der Gedächtnisfeier für Taft in dessen Galerie dringen Kelly und Logan in Forresters Räume ein und entdecken dessen Leiche. Chelsea ist gleichfalls anwesend und hinter einem Vorhang verborgen; wieder beteuert sie ihre Unschuld. Bei den Anwälten verstärkt sich der Verdacht, dass die aktuellen Morde mit dem seinerzeitigen Versicherungsbetrug zu tun haben. Sie halten Chelsea umso mehr für glaubwürdig.
Die beiden Frauen begeben sich zu Tafts Feier, während Logan den Detective Cavanaugh im Polizeirevier aufsucht. Er stößt auf einen völlig unbeteiligten Polizisten desselben Namens. Im Obergeschoss von Tafts Galerie erscheint gleichzeitig der vermeintliche Cavanaugh, der sich als der angeblich vor Jahren verstorbene Dritte – nämlich Brock – entpuppt, und zwingt die Frauen, eine Statue zu zerschlagen. Sie ist hohl und enthält die gesuchten Gemälde Deardons, eingerollt und gesichert in einem Koffer. Brock schlägt Kelly und Chelsea nieder und setzt die Vorräte in einem Lagerraum der Galerie in Brand. Während der entstehenden Panik versucht er mit den Bildern zu verschwinden. Logan hat sich durch den Verkehr zur Galerie durchgekämpft und trifft in dem Inferno auf Brock. Während sie kämpfen, fängt dessen Kleidung Feuer, er stürzt über ein Geländer in den Tod. Logan kann die Frauen befreien und mit ihnen aus dem brennenden Gebäude entkommen.
Draußen öffnen sie den Koffer, Chelsea findet unter Tränen die Widmung ihres Vaters auf der Rückseite des gesuchten Gemäldes.
Der Mordprozess wird eingestellt, Logans Vorgesetzter will ihn wieder in seine frühere Position einsetzen und zu seinem Nachfolger machen. Der aber zieht eine berufliche und auch persönliche Zukunft mit Kelly vor.

## Kritiken
„Während die Kriminalhandlung nur schleppend entwickelt wird und unter aufwendigen Effekten leidet, überzeugt der Film durch das gelöst-ironische Spiel der Hauptdarsteller, deren verworrenes Beziehungsgeflecht unterhaltsame Akzente setzt.“

„Der aus der Tschechoslowakei stammende Regisseur Ivan Reitman […] bringt in seinem neuen Film tatsächlich das Kunststück fertig, eine ganz und gar unangestaubte Screwball-Komödie nach bewährtem Rezept zu drehen: Er und sie, die sich am Anfang anfauchen und am Ende in den Armen liegen. […] Damit sich der Zuschauer mit diesem blendend aussehenden Dreieck nicht langweilt, hat Reitman allerhand aufgeboten: einen Krimi um einen gigantischen Kunstbetrug, Kunsthändler, die ein unschuldig-schönes Kind um ihr Erbe betrügen und vor Mord und Totschlag nicht zurückschrecken. Und Brände en masse.“

## Synchronisation
Die deutsche Synchronisation entstand unter der Regie von Lutz Riedel nach einem Dialogbuch von Hans-Bernd Ebinger im Auftrag der Berliner Synchron, München.
| Rolle           | Darsteller         | Sprecher          |
| --------------- | ------------------ | ----------------- |
| Tom Logan       | Robert Redford     | Rolf Schult       |
| Laura Kelly     | Debra Winger       | Joseline Gassen   |
| Chelsea Deardon | Daryl Hannah       | Simone Brahmann   |
| Cavanaugh       | Brian Dennehy      | Michael Chevalier |
| Victor Taft     | Terence Stamp      | Harry Wüstenhagen |
| Richter Davis   | Roscoe Lee Browne  | Joachim Nottke    |
| Carol Freeman   | Christine Baranski | Edeltraut Elsner  |

## Auszeichnungen
Mike Chapman und Holly Knight gewannen für den Song Love Touch, gesungen von Rod Stewart, den ASCAP Film and Television Music Award.
Die Deutsche Film- und Medienbewertung FBW in Wiesbaden verlieh dem Film das Prädikat wertvoll.